# Sarcoglyphis
Sarcoglyphis é um género botânico pertencente à família das orquídeas (Orchidaceae).